# Euphorbia vervoorstii
Euphorbia vervoorstii är en törelväxtart som beskrevs av Rosa Subils. Euphorbia vervoorstii ingår i släktet törlar, och familjen törelväxter. Inga underarter finns listade i Catalogue of Life.